# هانز هيرمان بير
هانز هيرمان بير (بالألمانية: Hans Hermann Behr)‏ (و. 1818 – 1904 م) هو عالم نبات، وعالم حشرات، وطبيب، وعالم حيواني، وأستاذ جامعي من الاتحاد الألماني . ولد في كوتن.
توفي في سان فرانسيسكو ، عن عمر يناهز 86 عاماً.